# Göteborgs boll- och idrottssällskap
Göteborgs Boll- och Idrottssällskap (Göteborgs BIS, GBIS) var en idrottsförening från Göteborg bildad 29 september 1919. Klubbens handbollssektion spelade i den högsta divisionen, då kallad Allsvenskan, säsongen 1943/1944.
Den 29 september 1919 gjorde några ynglingar allvar av sin föresats att berika Göteborg med ännu en fotbollsklubb. Stiftarna var: Rudolf Moberg, Nils Lindekranz, Helge Haglund och Elof Pettersson. Klubbens namn blev IK Sleipner, vilket emellertid ändrades före inträdet i Riksidrottsförbundet 1921, eftersom det i Norrköping fanns en redan då välkänd klubb med detta namn. I stället valdes namnet Göteborgs Boll- och Idrottssällskap, mestadels förkortat till GBIS. Klubbdräkten var lila tröja och vita byxor.
Inledningsvis spelades endast fotboll, som på den tiden var den populäraste idrotten i staden. Det dröjde emellertid inte så många år förrän intresset svängde om till att främst gälla allmän idrott, i synnerhet terränglöpning, och år 1924 nedlades fotbollen.

## Handboll
GBIS handbollsförening bildades 1933 och tillhörde alltid topplagen i de serier laget deltog i. Göteborgs Bis (som klubben benämndes inom handbollen) tog sig till handbollsallsvenskan i kval mot IF Hallby (6-6) och Karlstad BIK seger 16-10. Serien utökades till tio lag så det blev inget slutkval. GBIS spelade i allsvenskan säsongen 1943/1944, men slutade sist i serien och flyttades ner redan efter en säsong. Tabellrad: 18 4 2 12 151-180 10p. Sammanlagd publik 13 944 personer på 9 hemmamatcher. Klubben har sedan inte återkommit till allsvenskan och finns idag inte kvar.